# 체르노빌 원자력 발전소 사고
체르노빌 원자력 발전소 사고(러시아어: Авария на Чернобыльской АЭС , 우크라이나어: Чорнобильська катастрофа , 벨라루스어: Чарнобыльская аварыя , 영어: Chernobyl Nuclear Power Plant Accident) 또는 체르노빌 참사(영어: Chernobyl disaster)는 1986년 4월 26일 1시 24분(모스크바 기준 시간)에 우크라이나 소비에트 사회주의 공화국의 체르노빌 원자력 발전소에서 발생한 폭발로 인한 방사능 유출 사고이다.
사고는 전원 공급 상실 상황에서 부하 검사, 즉 비상 발전 전원이 들어오기 전까지 터빈의 관성력으로 얼마만큼 발전이 가능한지에 관한 실험을 진행하던 중 일어났다. 부하 검사를 하기 위해 안전 시스템을 해제한 상태였으며, 흑연 감속 원자로 자체의 설계 결함과, 조작자의 제어봉 조작 실수로 인하여 통제할 수 없는 연쇄 반응이 일어나게 되었다.
이 사고로 발전소에서 유출된 방사성 강하물이 우크라이나 소비에트 사회주의 공화국과 벨로루시 소비에트 사회주의 공화국, 러시아 소비에트 연방 사회주의 공화국 등을 중심으로 지구 북반구의 광범위한 지역에 떨어져 방사능 오염을 초래했다.
체르노빌 원자력 발전소 사고는 인류 역사상 최악의 원자력 사고로 기록되었으며, 이 사건으로 인해 고르바초프가 글라스노스트 · 페레스트로이카에 나서게 되었고 소련 붕괴에 결정적인 원인을 주었다는 평가도 존재한다.

## 체르노빌 원자력 발전소

체르노빌 원자력 발전소의 위치

사고가 일어난 체르노빌 원자력 발전소는 1978년에 운전되기 시작한 원자력 발전소로, 현재의 우크라이나와 벨라루스 국경 근처에, 체르노빌에서 북서쪽으로 약 18km 떨어진 곳에 있었다.
사고 당시 체르노빌 발전소는 총 4기의 원자로를 운용 중이었고, 2기의 원자로를 추가로 짓고 있었다. 4기의 원자로는 모두 RBMK-1000형 원자로를 운용하고 있었다. 각각의 원자로의 전력 출력은 1기가와트(GW)이었고, 이는 열 출력으로 3.2GW의 출력에 해당한다. 사고가 일어난 4호기는 1983년 운전을 시작하였으며, 2세대 RBMK-1000형 원자로를 운용하고 있었다.

## 사고
1986년 4월 26일 모스크바 기준 시각으로 오전 1시 23분 45초경, 체르노빌 발전소의 원자로 4호기의 비정상적인 핵 반응으로 발생한 열이 냉각수를 열분해시키고, 그에 의해 발생한 수소가 원자로 내부에서 폭발함으로써 생긴 사고이다. 폭발은 원자로 4호기의 천장을 파괴하였으며, 파괴된 천장을 통해 핵 반응으로 생성된 다량의 방사성 물질들이 누출되었다. 누출된 물질에 의한 방사능의 총량은 약 5.3엑사베크렐로 추정되며, 국제 원자력 사고 척도(INES)에 의해 분류된 사고 등급 중 가장 심각한 사고를 의미하는 7등급에 올라 있다.

### 사고 발생 이전의 상황

체르노빌 원자력 발전소에서 사용한 RBMK형 원자로의 구조도

사고 전날인 4월 25일에 원자로 4호기는 정기 점검을 위해 가동이 잠시 중단될 예정이었다.
4호기에는 이전부터 가동 중단 시 냉각 펌프와 다른 제어 장치들을 가동하기 위한 비상용 디젤 발전기 3기가 있었다. 그러나 이 발전기들은 충분한 전력을 생산하기까지 약 1분의 시간이 걸렸고, 그 때문에 원자로의 가동을 중단했을 때 냉각 펌프를 즉시 작동시킬 수 있을지의 여부가 불확실하였다. 그 때문에 발전소에서는 주 전원이 끊어진 후 원자로의 터빈이 관성에 의해 회전할 때, 그 회전 에너지가 원자로의 냉각 펌프 등에 얼마나 오랫동안 충분한 전력을 공급할 수 있는지 알아보기 위한 실험을 계획하였다.
이 실험은 이전에 작동 정지가 있을 때에도 행해진 적이 있었지만, 터빈으로부터 공급되는 에너지가 지나치게 빠른 속도로 감소하여 결과가 도출되지 않았기 때문에 발전소에서는 재실험을 계획하였다.
실험은 원자로의 열 출력을 정격 열 출력의 20%~30%인 700MW로 낮추어 실시될 예정이었다.
4월 25일 오전 1시부터 4호기는 출력 강하를 시작하였고, 오전 3시 47분에는 정상 출력의 1/2 수준인 1600MW까지 출력이 낮춰져 오후 2시까지 유지되었다.
이 때 4호기에 연결된 터빈 발전기 중 7호, 8호의 두 발전기가 분리되었으며, 오후 2시에는 실험 도중 비상 노심 냉각 장치(ECCS) 가동으로 원자로가 완전히 멈추는 것을 막기 위해 비상 노심 냉각 장치를 정지시켰다. 그러나 이 시점에서 키이우의 배전 담당자가 오후 11시 10분까지 전력을 공급할 것을 발전소 측에 요청하였기 때문에 출력 강하가 정지되고 실험이 중단되었다. 원자로의 낮은 출력 상태가 지속되면서 노심에 있는 중성자의 수가 줄어들었기 때문에, 정상 상태에서는 중성자를 흡수해 안정한 상태로 돌아가는 제논-135가 중성자를 완전히 흡수하지 못하고 축적되기 시작하였다.
전력 공급 요청이 끝난 후에는 원래 목표인 700~1000MW로 출력 강하가 재개되어 자정 직후에는 목표 수준인 720MW까지 출력이 내려갔지만, 약 30분 뒤에 갑자기 출력이 30MW까지 떨어졌다.
출력 급강하가 발생한 이유는 일반적으로 운전자의 조작 미숙으로 여겨지지만, 상세한 이유는 원자로의 제어 방식을 높은 출력의 것에서 낮은 출력의 것으로 전환하는 과정에서 목표 출력을 설정하는 것을 잊었다는 설도 있고, 원자로의 제어봉을 자동 조작하는 과정에서의 실수로 보는 설도 있다. 출력을 목표 수준으로 올리기 위해 실험을 진행하던 운전요원들은 수동조작을 통해 제어봉을 제거하기 시작했으며, 이러한 조작으로 인해 4월 26일 새벽 1시에는 출력이 상승했으나, 이 상승은 200MW 정도에서 멈추었다. 이는 제어봉을 제거한 상태에서 추가로 발생한 중성자가 이미 노심에 누적된 제논-135에 의해 흡수되었기 때문이다. 원자로의 출력이 정상 상태보다 여전히 낮았기 때문에 제논-135의 축적은 계속되었고, 출력을 회복하기 위해 원자로 운전 담당자는 원자로에 삽입되어 있는 제어봉을 계속해서 인출하였다. 출력이 200MW에서 안정된 시점에서 이미 노심에 남아있는 제어봉의 수는 안전 기준인 30개보다 훨씬 적은 6~8개에 불과하였다.
700MW 이하의 낮은 출력에서 장시간 원자로를 가동하는 것과, 제어봉의 과도한 인출은 모두 안전 규칙을 위반하는 것이었다. 그럼에도 불구하고 실험은 진행되었으며, 실험 계획의 일환으로 오전 1시 3분과 7분에 원자로에서는 냉각 시스템에 달린 냉각 펌프 중 정상 상태에서는 가동하지 않는 펌프 2개를 추가로 가동시켰다. 그 결과 원자로 내부에서 냉각수의 양이 정상 상태 이상으로 증가하여 노심 내부의 증기량이 감소하였다. 이 때문에 원자로에서 발생한 증기에 포함된 응축수를 제거하는 기수분리기를 통과하는 증기량이 감소하여 원자로가 자동 정지될 가능성이 있었기 때문에, 운전 담당자는 기수분리기에 의해 원자로의 비상노심냉각장치가 작동하지 않도록 조작하였다.
이 조작 이후 4월 26일 오전 1시 23분 4초에 실험이 실시되었고, 발전용 터빈에 도달하는 증기가 차단되었다. 냉각 펌프에 전달되는 전력은 감소하였고, 그에 따라 냉각 시스템에 흐르는 냉각수의 양이 감소하기 시작하여, 35초 후에는 실험을 시작할 때의 10~15% 정도로 감소하였다. 냉각수의 부족으로 인해 반응로 내부에서 발생한 열이 충분히 냉각되지 않게 되었고, 이 열은 냉각수를 끓여 노심에 증기의 양을 늘렸다. 이에 따라 RBMK 원자로가 지니고 있던 양의 보이드 효과로 인해 핵반응 속도가 증가, 내부 핵연료의 급격한 분열로 원자로가 폭주하여 4호기 원자로 압력관 안의 연료채널 마개가 흔들리기 시작했다.그 시각 4호기 직원이 원자로 건물로 이동해 압력관 안에서 연기가 피어오르고 있다는 사실을 발견했고 4호기 원자로에 있는 CCTV를 보면서 멈추라고 하였으나 실험을 제어하는 주제어실은 이를 무시했다. 4호기 직원은 곧바로 주제어실로 뛰어갔지만 이미 늦어, 원자로 압력관 연료채널캡이 벗겨지기 시작했다.
이를 안 기술자들은 오전 1시 24분 39초 경 긴급 정지 시스템(우크라이나어: А3-5),(포르투갈어: AZ-5)을 작동시켜 제어봉을 다시 삽입하려 시도하였으나, 이전의 조치로 인해 거의 모든 제어봉이 완전히 인출되어 있었고, 제어봉을 완전히 삽입하는 데에 걸리는 시간이 약 18초로 출력을 제어하기에는 지나치게 느린 속도였다. 또한 제어봉이 삽입되는 동안 노심에 축적되어 있던 제논-135가 다량 발생한 중성자를 흡수하여 중성자를 흡수하지 않는 동위원소 제논-136으로 변환되었고, 또 다른 중성자 흡수원으로 작용할 수 있었던 냉각수를 제어봉이 밀어내 버리는 상황도 발생하였다. 그 결과 원자로의 출력은 통제를 벗어나 정상 출력의 100배에 가까운 30만 MW 정도까지 상승하였다. 급격히 상승한 반응으로 인해 발생한 열은 노심에 있던 압력관과 핵연료를 손상시켰고, 냉각수를 끓어오르게 하여 증기압을 반응로가 감당할 수 있는 한도 이상으로 증가시켰다. 결국 4번 원자로 덮개에서 1차적인 폭발이, 그 후 산소 중에 노출된 흑연 감속재가 급격히 연소하며 2차적인 폭발이 일어나 4번 원자로 건물의 콘크리트 지붕이 붕괴되었다.

### 사고의 발생과 경과

폭발 직후의 체르노빌 원자력 발전소.

급증한 출력으로 인해 발생한 열 에너지는 원자로 내부의 냉각수를 거의 모두 기화시켰으며, 증기의 압력이 급격히 높아져 반응로가 그 압력을 견디지 못하고 오전 1시 24분경 폭발하였다. 이 1차 폭발은 철과 콘크리트로 이루어진 노심을 파괴하여 반응로를 대기에 직접 노출시켰다. 이후 반응로는 한 차례 더 폭발을 일으켰으며, 이 2차 폭발은 원자로의 콘크리트 천장을 파괴했다.
이 두 차례의 폭발로 인해 원자로 내부의 연료 중 일부가 파편화되어 주변 지역으로 즉시 누출되었다. 감속재로 노심에 있던 흑연도 일부 방출되었기 때문에, 폭발한 4호기의 반응로와 남아있던 4호기의 천장, 그리고 옆에 있는 3호기 건물의 30개소 이상에서 화재가 발생하였다.
원전 사고 후 700톤에 달하는 방사성 물질과 최소 700경, 최대 1200경 베크렐의 방사선이 누출되어 이 사고 인근 지역인 체르노빌 시 방향으로 전파되었다. 원전 인근 지역의 주민들은 오전 1시 24분 주민이 폭음을 듣고 체르노빌 인근 소방대에 신고하였다. 오전 1시 25분 체르노빌의 소방대원들은 휴식 중에 긴급호출 명령을 받고 출동하였다. 오전 1시 30분 소방대원들이 현장에 도착했을 때, 원자력발전소의 원자로는 완전히 파괴되어 있었다. 당시 일부 소방대원들은 수습 중 원자로 폭발에 비산되어 노출된 흑연 잔해에 접촉 후 전신에 심각한 방사능 화상을 입게 된다. 오전 1시 50분 방사능 물질에 노출된 소방대원들은 몇 분 가량의 진압 과정 중 부상자가 속출한다. 오전 2시 체르노빌 발전소장인 빅토르 브류하노프가 원전사고를 수습했다. 오전 5시 화재 진압에도 불구하고 방사능 누출이 지속되었다. 그로 인해 체르노빌 원전 인근 프리피야티 지역은 반경 심각하게 오염되었다.
화재가 완전히 진압되기까지는 10일이 걸렸다.

## 사고 처리

### 화재 진압과 방사능의 긴급 누출 방지
폭발의 여파로 4호기의 잔해와 3호기에서 발생한 화재를 진압하기 위하여 1986년 4월 26일 사고 직후 소방대원들이 파견되었다. 사고 직후인 1시 28분에 우선 알렉산드르 아키모프가 지휘하는 14명의 소방대원이 파견되어 화재를 진압하기 시작하였고, 오전 4시 경에는 레오니트 텔랴트니코프가 지휘하는 250명의 대원이 추가로 파견되었다.
이들의 노력으로 오전 2시 10분에는 기계동 천장의 가장 큰 불이 진압되었고, 2시 30분에는 폭발한 반응로 건물 천장의 화재 또한 진압되었다. 오전 5시에는 반응로 주변에 일어난 대부분의 화재가 모두 진압되었다.
이 기간 동안 아무도 폭발이 일어난 반응로 근처로 가지 못했기 때문에, 이 기간 동안 반응로의 잔해가 계속 불타고 있었는지는 확실하지 않다. 하지만, 사고 후 처음 20시간 동안 소방대원과 발전소 직원들의 화재 진압 시도로 인해 뿌려진 물이 기화하여, 반응로 주변은 증기로 가득한 상태였다. 이 증기는 가열된 흑연이나 반응로 내부의 지르코늄과 같은 다른 물질과 반응하여 수소 가스를 비롯한 많은 가연성 물질들을 만들어냈다. 이 가연성 물질들은 사고 발생 후 약 20시간이 지난 4월 26일 오후 9시 41분에 반응로의 잔해를 폭발시켰다. 폭발의 여파로 만들어진 불기둥은 거의 50m에 달할 정도의 규모였다.
이 화재를 진압하고 화재로 인한 방사능의 누출을 막기 위해 5월 5일까지 군용 헬리콥터 30대가 동원되어 여러 물질들이 투하되었는데, 이 물질들은 중성자를 흡수하여 연쇄 반응을 막기 위한 40톤의 붕소 화합물, 열을 흡수하고 이산화 탄소를 발생시켜 화재를 진압하기 위한 돌로마이트 600톤, 방사능 차폐를 위한 2,400톤의 납과 1800톤의 모래와 진흙 등이다. 동원된 헬리콥터와 그 조종사의 방사능 피폭을 줄이기 위해, 헬리콥터들은 폭심의 바로 위에 멈춰서지 않고 반응로를 날아서 통과하면서 투하물들을 떨어뜨렸다. 이 때문에, 투하물 중 일부는 목표인 노심을 빗나가 그 주변에 떨어졌으며, 이렇게 주변에 떨어진 투하물들은 반응로 내부의 열을 흡수하지 못하고 잡아두는 역할을 해 반응로의 온도를 높이고 방사능의 추가 누출을 불러일으킨 것으로 추측된다.
헬리콥터에 의한 화재 진압 시도는 5월 7일까지 지속되었으나, 폭발로 인해 건물의 구조가 약화되어 추가 폭발 또는 노심 용해 사고가 발생할 우려가 있어 5월 10일에 중단되었다. 헬리콥터에 의한 시도가 중단된 이후에는 원자로 3호기에 있던 액체 질소를 노심에 주입해 5월 9일 반응로의 화재가 마침내 진압되었다.

### 인근 주민의 소개
사고로부터 약 하루가 지난 4월 27일부터, 발전소로부터 가장 가까운 프리피야티와 야노프 역의 두 곳에서 소개 작업이 제일 처음 개시되었다. 프리피야티의 경우 최초의 폭발이 있은 뒤 같은 날 저녁에 측정한 조사선량이 시간당 1~10밀리 뢴트겐(mR) 수준으로, 즉각 경보할 정도로 심각한 수준은 아니었다. 그러나 흑연 발화에 의해 2차 폭발이 일어난 후에는 방사능 조사량이 증가하였기 때문에, 26일 오후 10시에 소련 정부는 이 두 마을에서 주민들을 대피시키기로 결정하였다. 소개령은 27일 오전 11시에 공표되었고, 1,200대의 버스가 도착하여 4월 27일 오후 2시부터 5시까지 주민들을 모두 도시에서 내보내는 작업을 수행하였다. 프리피야티 시민 49,360명과 야노프 주민 254명은 최종적으로 키이우의 아파트로 이주되었다.

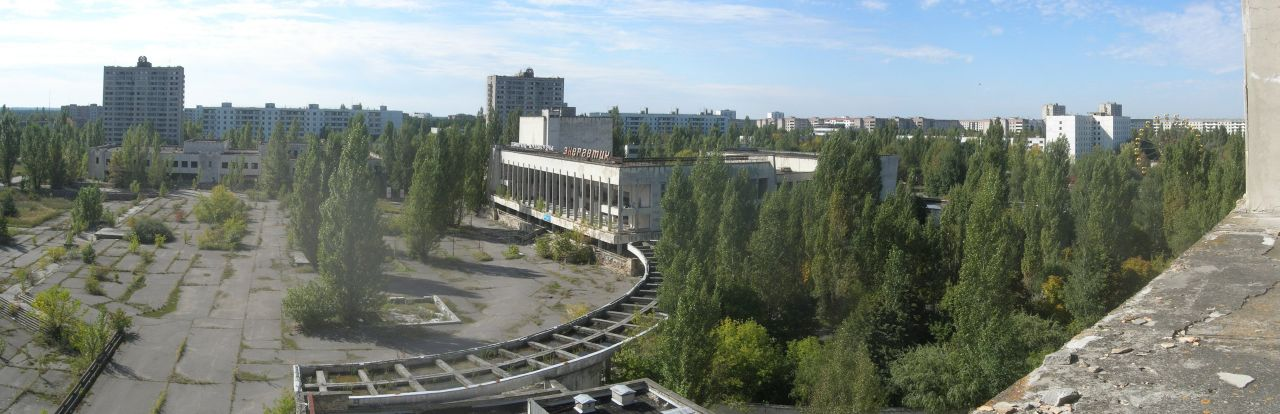
주민이 대피된 이후 버려진 프리피야티의 파노라마 사진. 2007년에 촬영되었다.

4월 30일 이후에는 사고 지역 주변 30 km 이내의 다른 주민들에 대한 소개 작업도 이루어졌다. 먼저 우크라이나 영내에서는 4월 30일부터 발전소로부터 10 km 이내로 떨어진 지역의 주민 1만 명의 이주 작업을 시작하였고, 5월 3일에는 30 km 이내 지역의 주민 28,133명의 소개 작업도 시작되었다. 이들 주민의 이주 작업은 5월 7일에 완료되었다. 5월 14일부터 8월 16일까지의 기간 동안에는 30 km 이상 떨어진 지역 중 방사선 조사량이 시간당 5~20mR에 이른 지역에서 주민 2,800명이 소개되었다. 오염된 지역으로부터의 소개 작업이 완료된 시점은 1986년 9월이었으며, 이 기간 동안 75개의 마을에서 총 91,406명의 주민이 다른 곳으로 이주되었다.
벨라루스 영내의 이주 작업은 5월 2일부터 시작되었으며, 우크라이나와 유사하게 3단계 작업으로 이루어졌다. 발전소로부터 30 km 이내로 떨어진 지역과, 그 외부 지역 중 시간당 5~20mR의 방사선이 조사된 지역의 108개 마을에서 총 24,725명의 주민이 마을을 떠나야 했다. 이들 주민들의 이주 작업은 1986년 9월까지 계속되었다. 러시아 영내의 4개 마을 186명의 주민에 대해서도 역시 주민 이주 작업이 있었다. 이들 지역에서 소개된 주민은 모두 187개 마을, 11만 6천여 명에 달했다. 주민과 함께 그 지역에서 사육되고 있던 6만 마리의 가축들도 함께 소개되었다.

### 소련 정부의 사고 공표
소련 정부는 사고가 일어난 사실을 즉시 공개하지 않았다. 그러나 사고가 발생했던 1986년 4월 28일 아침에, 사고 지점으로부터 북서쪽으로 약 1,200 km 떨어진 스웨덴의 포스막 원자력 발전소에 출근한 과학자의 의복에서 포스막 발전소에서는 발견된 전례가 없는 방사능이 검출되었다.

4월 27일과 28일에는 정상 수준보다 6배 이상 높은 방사능이 스웨덴뿐만 아니라 핀란드를 포함한 스칸디나비아반도의 여러 지역과 덴마크에서도 검출되었고, 스웨덴 정부는 대기 상황을 고려하여 이 물질이 소련에서 날아온 것으로 추측하고 소련 정부에 해명을 요구하였다. 소련 정부는 관영 통신사인 타스를 통하여, 정확한 사고 발생 시각과 피해자의 수 등은 언급하지 않은 채 4월 28일에 사고 발생 사실을 인정하였다.
소련 정부가 사고에 대한 정확한 정보를 공개하지 않았기 때문에 서방에서는 사고 규모와 사망자 수에 대한 소문이 진위 여부가 확인되지 않은 채로 퍼졌다. 사고가 처음 공표된 4월 30일경에는 사망자수가 2천 명에서 3천 명에 이른다는 추측성 기사가 보도되었고, 사고 원인도 스리마일섬 원자력 발전소 사고와 비슷한 노심용융으로 추측되고 있었다. 소련 정부는 타스 통신을 통해 4월 30일에 이 같은 추측을 부인하고, 방사능 누출로 인해 입원한 환자 수를 밝혔다. 서구 기자들의 취재 요청이 있었지만, 소련 정부는 위험하다는 이유로 이 요청을 받아들이지 않았다.
그러나 소련 정부는 이후 스웨덴 정부 등에 공식적으로 화재 진화를 위한 소방관 파견과 방사능 오염 환자를 치료하기 위한 의료 지원 등을 요청하였고, 같은 시기에 미국의 첩보 위성 등이 심각하게 손상된 원자로를 확인하면서 사고가 매우 심각한 규모라는 사실이 간접적으로 알려졌다. 소련이 사태의 심각성을 제대로 보도하기 시작한 것은 5월 6일에 이르러서였다.

### 방사능 누출 방지 조치와 누출 방사능 제거

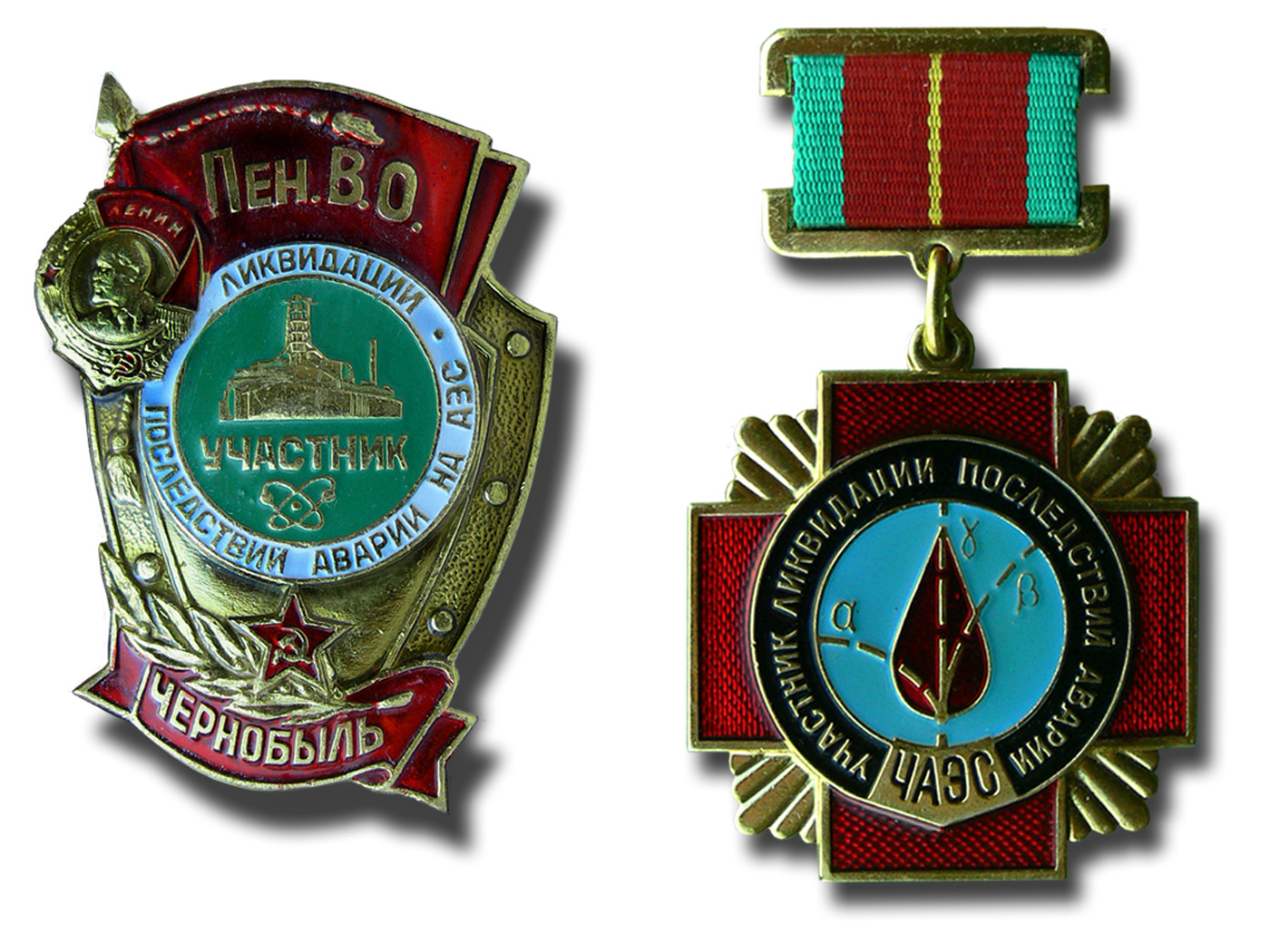
정화 작업에 참여한 해체작업자들이 착용한 배지

5월 9일에 노심의 흑연 화재가 진압된 후에, 방사능의 누출을 막기 위한 최초의 조치로 냉각 장치를 내장한 콘크리트 판을 4호기의 지하에 설치하는 작업이 수행되었다. 이 판들은 고온의 노심을 냉각시키려는 목적과 함께, 노심의 열에 의해 용융된 액체 상태의 방사성 물질이 지하수로 흘러드는 것을 막으려는 목적으로 설치되었다. 이 작업은 약 400명의 작업자에 의해 15일간 진행되었다.
콘크리트 판 설치가 완료된 후, 지상에 노출된 노심에 남아있는 핵연료와 방사성 물질에 의한 방사능 누출을 막기 위하여, "석관"(sarcophagus)이라 불리는 콘크리트제 봉인 시설을 건설하는 작업과, 사고 지점 근처에 있는 댐과 호수의 방사능 오염 제거 등의 작업이 먼저 시작되었다. 이 작업에는 약 22만 6천명 정도의 인원이 참여하였다. 호수의 방사능 오염 제거 작업은 1986년 9월경에 완료되었으며, 봉인 시설은 11월에 완공되었다.
이 작업이 이루어짐과 동시에, 남아있는 원자로 시설과 발전소 진입로, 그리고 그 주변 지역의 방사능 오염 제거 또한 이루어졌다. 이 작업은 1987년까지 계속되었으며, 다음과 같은 방식이 사용되었다.
- 오염된 시설의 표면과 장비에 액체와 모래, 증기 등을 분사하여 오염 물질을 청소
- 오염 지역의 표토를 제거하고 매립
- 오염된 시설의 표면을 고분자로 코팅한 후 제거함으로써 고분자에 붙은 먼지 입자 등의 방사능 오염 물질을 제거
- 도로와 기타 아스팔트 포장된 구역의 재포장

원자로 주변에서 이 작업은 성공적으로 수행되었고, 그 결과 사고가 일어난 후 운전을 중단했던 나머지 원자로 3기가 운전을 재개하였다. 원자로 1호기는 1986년 10월에, 원자로 2호기는 11월에 운전을 재개하였고, 사고가 일어난 4호기와 인접해 있던 3호기도 1987년에 운전을 재개했다.
방사능 오염이 심각한 사고 지점 주변 30 km 지역과 그 외부 지역에서의 누출 방사능 제거 작업은 1992년까지 진행되었고, 이 기간 동안 약 60만 명의 사람들이 해체작업자라는 이름으로 정화 작업에 종사하였다. 이들 작업자들은 방사능으로 오염된 도로를 재포장하고, 건물을 파괴하고, 표토를 제거하여 매립하는 등의 방법으로 오염을 제거하려 하였고 이 시도는 부분적으로 성공하였지만, 시간이 지나면서 오염되었던 지역에서 방사능으로 오염된 식물들이 자라고, 이 식물들이 오염 물질을 다시 배출하는 역할을 하면서 오염 제거의 성과는 제한되었다.
해체작업자들에 의한 오염 정화 작업으로 인해, 엄청난 양의 방사성 폐기물이 발생하였다. 폐기물들에 의한 방사능은 총 14페타베크렐(PBq)에 달했다. 이 폐기물들은 사고 지점으로부터 30 km 이내의 출입 금지 구역의 800개 지점에 나뉘어 매립되었다. 체르노빌 원자력 발전소 사고 당시 화재진압에 사용된 30대의 헬리콥터들을 포함하여 당시의 화재진압에 사용된 모든 장비들은 화재를 진압한 직후 프리피야트 인근에 폐기 처분되어 버려졌으며 지금도 그 당시 사용하고 버린 장비들이 프리피야트 외곽에 그대로 방치되어 있다.

## 피해

### 사고로 인한 인명 피해

#### 직접 피해
사고가 일어난 시점에 4호기에서 근무하고 있던 직원 중 기수분리기에서 근무하던 순환펌프 기사 발레리 호뎀추크는 폭발로 인해 즉사하였으며, 다른 곳에서 일하던 자동제어시스템 기술자인 블라디미르 샤셰노크는 전신 화상을 입고 의식을 잃은 채 병원으로 후송되어 사고 당일 사망하였다. 이외에도 발전소 직원 중 물리학자 이반 오를로프를 포함한 3명이 폭발과 그로 인한 과다한 방사선 노출로 사망하였다. 또한 이 실험의 총책임자인 아나톨리 댜틀로프 역시 피폭당해 이 사건이 발생한 지 9년 후인 1995년 숨을 거두게 된다.
또한 화재 진압과 초기 대응 과정에서 발전소 직원과 소방대원 등을 포함하여 약 1100명의 인원이 투입되었는데, 이들 중 237명이 급성 방사능 피폭 증상을 보였다. 최종적인 진단 결과 134명이 급성방사능증후군을 보였고 중 28명(사고 직후 최초에 투입된 14명의 소방관 포함)이 사고 후 수 개월 이내에 사망하였다. 이후에 발생한 사망자를 포함하여 2006년 우크라이나 정부의 집계로는 총 56명이 초기 대응 과정의 방사능 피폭으로 사망하였다. 급성방사선증후군 생존자의 주된 증상은 피부 손상과 방사선으로 인한 백내장이었다.

#### 사고 대처 과정의 방사능 피폭
사고 당일 체르노빌 원전에서 근무했거나 4호기의 사고를 처리하기 위해 파견되어 사고 현장에 있었던 사람은 총 600명이며, 이들 중 누구도 충분한 방사능 측정 장비나 방사능 방호 장비를 가지고 있지 않았다. 원자로 근무자들은 감지 한도가 20밀리시버트인 필름형 감지 장치만을 가지고 있었으며, 화재 진압을 위해 파견된 소방대원들은 어떠한 방호 장비도 가지고 있지 않았다. 사고 당일, 사고가 일어난 4호기와 그 천장 주변에서의 흡수선량은 시간당 200그레이 이상이었다. 초기 작업자들 중 급성 방사선 피폭으로 확진된 134명 중, 93명은 온 몸이 2.2그레이 이상의 방사능에 노출되었으며, 그중 21명은 6.5에서 16그레이에 이르는 방사능에 노출되었다. 또 누출 방지와 누출 방사능 처리 작업에 투입된 해체작업자들 중 작업 초기인 1986년에서 1987년 사이에 투입된 22만 6천 명의 작업자들은 평균적으로 130~170 밀리시버트의 방사능에 계속해서 피폭되었다. 공식 보고에 따르면, 이들 중 25,000명이 사망하였다.

#### 사고 대응 과정에 납 살포에 의한 영향
체르노빌의 4번째 반응로에서 일어난 화재를 소화하는 과정 중에, 헬리콥터를 이용 2,400톤의 납을 반응로에 투입 했다. 다른 자료에 의하면 6,720톤 이라고도 한다. 며칠 이후, 융해된 납등이 주변에 퍼져 다음 해에 벨라루스에 거주하고 있는 아이와 어른 모두에게 확연히 혈액 속에 납성분이 증가했다.

### 방사능 누출

#### 누출된 방사성 물질의 종류와 양

체르노빌 사고 이후 배출된 방사성 물질의 시간에 따른 상대적 피폭 세기

4월 26일 폭발이 있은 후부터 원자로의 화재가 진압되기까지 열흘 간, 반응로에서 발생한 화재로 인한 상승 기류를 타고 막대한 양의 방사성 물질이 외부로 누출되었다. 누출된 방사성 물질은 종류만도 40종 이상에 달하며, 누출된 방사성 물질의 총량은 비활성 기체에 의한 것을 제외하면 1996년 추산치로 5.3엑사베크렐에 달한다.
구체적으로, 방사성 물질 중 제논, 크립톤과 같은 비활성 기체의 경우 반응로에 있던 양의 전부가 기체 상태로 외부로 누출되었으며, 방사선 세기가 강한 아이오딘-131과 아이오딘-133 또한 절반 이상이 기체 상태 또는 다른 형태로 방출되었다. 텔루륨-132, 세슘-134와 세슘-137, 루테늄 동위원소 등의 방사능이 강한 동위원소들은 0.3~1.5µm 정도의 작은 입자로 공기에 섞여 에어로졸 형태로 방출되었다. 연료봉에 있던 우라늄도 산화되어 10µm정도의 작은 입자로 쪼개져서 누출되었는데, 이 입자 속에는 세슘-141, 지르코늄-95, 니오븀-95, 란탄-140과 플루토늄 동위원소, 아메리슘 등의 방사성 원소가 포함되어 있었다.

#### 주변 지역의 방사능 피해

낙진으로 인해 오염된 지역을 표시한 지도. 1996년의 상황이다.

사고 당시 발생한 방사능 낙진은 체르노빌 주변에 있는 러시아, 벨라루스, 우크라이나 세 나라뿐만 아니라, 유럽 곳곳으로 퍼져 많은 지역을 오염시켰다. 우라늄-235의 핵분열 생성물 중 하나인 세슘-137의 농도로 토양의 방사능 오염을 측정한 결과, 유럽 전체에 걸쳐 19만 제곱 킬로미터에 이르는 영역이 제곱미터당 37킬로베크렐 이상의 방사능으로 오염되었으며, 주변 3국의 오염 규모는 15만 제곱킬로미터에 이른다.
그중에서도 벨라루스의 낙진 피해가 심했는데, 이는 방사능 누출이 심했던 4월 26일과 27일에 낙진을 실어나른 바람의 방향이 벨라루스로 향했기 때문이다. 낙진으로 인해 벨라루스 전 국토의 22퍼센트 가량이 방사능에 오염되었다. 오염 지역은 발전소와 가까이 위치한 호미엘 주와 마힐료우 주에 집중되어 있으며, 이 중 일부 지역은 오염 정도가 발전소를 중심으로 한 30 km 구역에 비견될 만큼 심각하게 오염된 곳도 있었다. 마힐료우 주의 일부 지역에서는 방사능 낙진이 제곱미터당 5메가베크렐에 이르기도 하였다. 당시 오염된 지역에는 188만 명의 주민이 살고 있었다.
우크라이나에서는 사고가 있었던 발전소 4호기를 중심으로 한 주변 지역의 오염이 가장 심각하였으며, 주요 오염 지역은 벨라루스와 인접한 북부 지역이었다. 우크라이나의 오염 지역 중 발전소 인근 지역과 다른 일부 지역에서는 방사능이 제곱미터당 1500킬로베크렐에 이르는 곳도 있었다. 체르노빌 사고로 인해 우크라이나의 삼림 중 40퍼센트가 방사능에 오염되었다.
러시아도 발전소로부터 약 500 km 떨어진 브랸스크주, 칼루가주, 툴라주, 오룔주의 일부 지역이 방사능으로 오염되었다. 벨라루스의 오염 지구와 인접한 브랸스크 주에서는 마힐료우 주의 일부 지역과 같이 제곱미터당 5MBq 이상의 방사능 수치를 보이는 곳도 있었다. 칼루가, 툴라, 오룔 주에서는 방사능이 평균적으로 제곱미터당 500kBq 이하로, 다른 지역에 비해 상대적으로 낮은 방사능 수치를 보였다.
방사능 낙진은 주변 3국뿐만 아니라, 외부 지역으로도 퍼졌다. 영국과 프랑스, 독일 등의 서유럽과 이베리아반도에서도 방사성 세슘 동위원소가 검출되었으며, 스칸디나비아반도의 많은 지역과 그리스, 오스트리아, 불가리아 등에서는 세슘 동위원소의 방사능이 37kBq 이상으로 측정되기도 하였다.

#### 지역 주민에 대한 영향
오염된 구역에 있었던 일부의 아이들은 갑상선에 최대 50그레이 정도의 높은 방사선을 쬐었다. 이것은 오염된 현지의 우유나, 비교적 수명이 짧은 동위체인 방사성 아이오딘이 체내에 축적되었기 때문이다. 몇몇 연구에서 우크라이나, 러시아 아이들의 갑상선 암 발병이 급격하게 증가하고 있다고 밝혀졌다. IAEA의 보고에 따르면 '사고 발생시에 0세부터 14세였던 아이들 1,800명이 갑상선 암으로 기록되었는데, 이는 통상보다 훨씬 많은 양이다.'라고 한다. 그러나 증가 비율은 기록되지 않았다. 발생한 소아 갑상선 암은 대형으로, 활동적인 타입이며 조기에 발견되었으며 처치할 수 있었다. 처치는 외과 수술과 전이에 대한 아이오딘 131 치료가 필요하다. 현재까지, 이러한 처치는 진단된 모든 케이스에 대해 성공을 거두고 있는 것으로 보인다.
1995년, 세계보건기구는 아이와 젊은 청년층에서 발생한 700건 가까운 갑상선 암이 체르노빌 사고와 관련있다고 밝혔다. 10건의 사망이 방사선에 원인이 있다고 한다. 그러나 검출되는 갑상선 암이 급속하게 증가하고 있다는 사실은 그중 적어도 일부는 스캐닝 과정에서 만들어진 것을 시사하고 있다. 방사선이 야기하는 갑상선 암의 전형적인 잠복 기간은 약 10년인데 비해, 일부 지역에서는 소아 갑상선 암의 증가가 1987년부터 관측되고 있다. 그러나 이 증가가 사고와 무관한지는 충분히 해명되지 않고 있다.
지금까지 백혈병이 이 사고와 관련 있다는 증거는 없지만, 앞으로 명백하게 밝혀질 것으로 예상된다.
오염 구역과 주변 지역에 위치해 있던 주민들에 대해 방사선이 야기하였다고 여겨지는 선천적 이상, 유산, 및 그 외의 질병에 대해서는 체르노빌 사고와 관련있다는 직접적인 증거는 없다.

#### 지구 생태계로의 누출
체르노빌 사고로 누출된 방사성 물질 중, 세슘과 아이오딘 등의 일부 방사성 원소는 대기권으로 방출되어 사고가 일어난 후 며칠 동안 북반구 전역을 떠돌았으며, 이들은 대기권에서 지상으로 떨어지면서 지구 생태계를 오염시켰다. 특히 낙진이 집중된 발전소 주변의 3국과 유럽 대륙에서는 농작물과 낙농 제품이 방사능에 오염되기도 했다. 초기 몇 주 동안은 반감기가 짧은 아이오딘-131이 주로 우유와 잎 작물 등에서 발견되었으며, 이후 수 개월 간 반감기가 긴 세슘-137이 작물과 토양의 표층에서 발견되었다. 측정된 방사성 세슘의 농도는 사고가 일어난 해인 1986년에 가장 높았으며, 1987년에는 전 해의 약 1.5~7분의 1로 감소하였다. 반면, 스트론튬-90의 경우 시일이 지나면서 오히려 식물에서의 농도가 증가하는 경우도 있었다. 1994년에서 1995년 사이 벨라루스에서 행해진 조사에서는 세슘과 스트론튬의 토양에서 식물로의 전파 계수가 거의 비슷하거나, 일부 토양에서는 스트론튬이 더욱 높은 전파 계수를 보이기도 하였다.
남반구에서는 방사능 낙진이 대기권을 통해 발견되지는 않았지만, 극히 미량의 방사성 동위원소는 상품의 표면 등에 묻어 이동하기도 하였다.

대기권으로 방출된 방사성 물질로 인해 우유가 아이오딘-131에 오염되었으나 이에 대한 즉각적인 조치가 취해지지 않았으며 이로 인해 일반 대중이 갑상선에 많은 피폭을 받게 되었고 사고 당시 아동이나 청소년이었던 사람들 중 현재까지 갑상선암이 6000건 이상 발생하였다. 2005년까지 그 들 중 15명이 그로 인해 사망하였다.
UNSCEAR 보고서는 비록 방사성 요오드에 노출된 어린이들과 청소년들 또는 높은 선량의 방사선 피폭을 받은 긴급 또는 복구 작업자들은 방사선 피폭에 의한 위험이 증가하였지만, 거의 대부분 근로자들과 일반 대중들은 낮은 수준의 방사선에 노출되었거나, 연간 선량 한도의 몇 배 정도의 방사선에 노출 된 수준에 그치고 있기 때문에 인구의 절대다수는 체르노빌 사고로 인한 심각한 건강 문제에 대한 두려움 속에 살아갈 필요는 없다고 결론을 내렸다.

## 원인

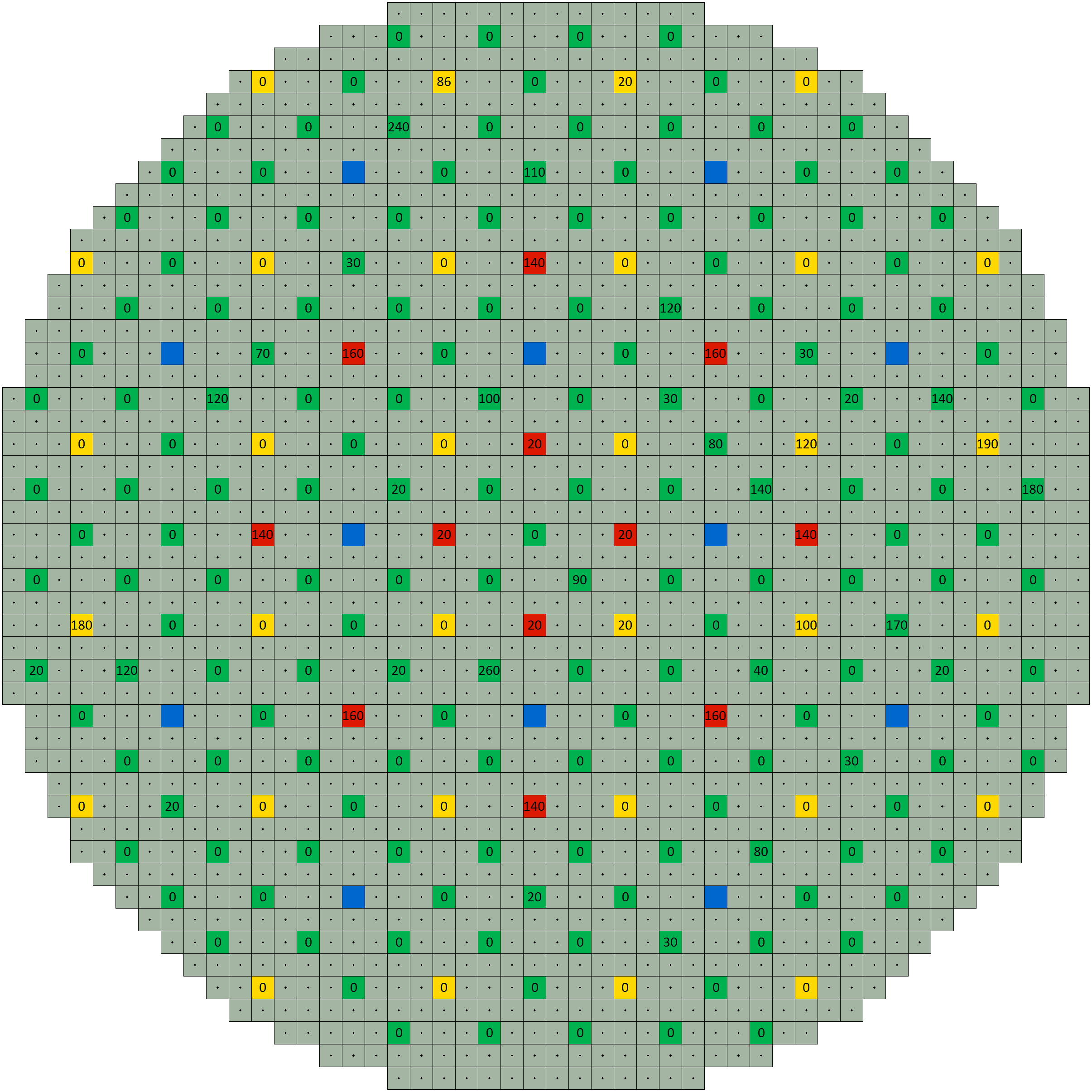
1986년 4월 26일 오전 1시 22분 30초(사고 1분 30초 전), 컴퓨터에 마지막으로 기록된 체르노빌 원자력 발전소 4호기 반응로에서의 제어봉 위치. 숫자는 반응로 안으로 삽입된 깊이를 나타낸 것이며, 센티미터 단위이다.
녹색: 제어봉 (167개)
빨간색: 기동용 중성자원 (12개)
노란색: 원자로 하단에서 삽입된 짧아진 제어봉 (32개)
회색: 압력관 (1,661개)
붉은색: 자동 제어봉 (12개)

사고의 원인에 대한 공식적인 발표는 1986년 8월과 1992년에 각각 한 차례씩 있었다. 사고가 일어난 이후 국제 원자력 기구(IAEA)에서는 체르노빌 사고의 원인을 조사하기 위해, 국제 핵 안전 자문 그룹(International Nuclear Safety Advisory Group; INSAG)라는 이름으로 전문가 그룹을 구성하였다. 이들은 소련 정부가 제공한 자료와 전문가들의 증언을 토대로 원인을 조사한 후 1986년 8월에 INSAG-1이라는 이름으로 사고 원인 보고서를 처음 발행하였다.
사고 원인은 체르노빌 원자력 발전소의 구조적 결함이 가장 결정적이였다고 전문가들이 밝혔다. 당시 체르노빌 원자력 발전소는 흑연을 감속재로 사용하는 RBMK형 원자로를 사용하였는데 이는 물을 감속재로 사용하는 PWR형에 비해 조작이 복잡하고 안전성이 결여된 구조를 가진 원자로였다.
RBMK형 원자로는 노심에 핵연료가 들어가는 여러 개의 압력관이 모여 있는 구조를 하고 있었으므로, 노심에 압력관을 추가하면 쉽게 원자로의 출력을 높일 수 있는 이점이 있으나, 다른 원자로에 비해 매우 불안정 하다는 특성을 지녔다. 그러나 초기의 원자로는 비상시 핵반응의 폭주를 막는 비상노심냉각장치(ECCS)의 설계에 결함이 있었으며, 이후 이 문제를 개선하여 새로 설계된 2세대 원자로에서도 방사능이 누출되었을 때 원자로 외부로 방사능이 유출되는 것을 막는 역할을 하는 격납장치가 서유럽과 미국에서 설계된 원자로에 비해 거의 없는 것이나 다름없었다.

또한 냉각재와 감속재가 분리되어 있는 설계상, 노심에 있는 증기의 압력이 증가하면 감속재인 흑연에 비해 냉각재인 경수가 감소하기 때문에 핵반응 속도가 더욱 증가하는 특성이 있었으며(양의 보이드 계수), 이는 정격 출력에서는 연료 자체의 음의 반응도 피드백과 상쇄되어 안전하게 운전할 수 있었으나, 정격 출력보다 낮은 출력에서는 보이드 효과가 완전히 상쇄되지 않게 되어 원자로가 불안정해진다. 또한 RBMK형 원자로에는 제어봉이 삽입되기까지 지나치게 긴 시간이 소요되며, 수직적으로 삽입되는 제어봉의 특성상 제어봉의 끝에 있는 흑연이 가장 먼저 닿기 때문에 제어봉이 들어가는 순간에 일시적으로 오히려 반응성이 높아지는 결함이 있었다.
사고 이전에, 체르노빌 발전소에서는 기술적인 문제로 인한 원자로의 긴급 정지가 1980년부터 사고 당시까지 총 71건이 일어난 것으로 알려졌다. 그러나 소련 측에서는 이러한 결함과 사고를 감추고 폭발 직전까지 체르노빌 발전소를 세계에서 가장 안전한 원자력 발전소 중 하나로 홍보하고 있었다.

## 사고 후의 체르노빌

### 자연계에 대한 영향
제1회 체르노빌 사고의 생물학적, 방사선 의학적 관점에 대한 국제 회의(1990년 9월)에 참석한 소련 과학자의 보고에 따르면 해당 발전소로부터 10킬로미터 구역에서의 방사성 강하물의 레벨은 4.81GBq/m2라고 한다. 대량의 방사성 강하물로 말미암아 고사한 '붉은 숲'이 10킬로미터 구역 내의 장소의 바로 배후 지대에 퍼지고 있다. 이 숲은 사고 후 지극히 대량의 방사성 강하물로 말미암아 고사해 적갈색으로 보이는 나무들을 가리켜 그렇게 이름 붙었다. 사고 후 청소 작업 중에서 4킬로미터 제곱인 숲의 대부분을 매립할 수 있었다. 붉은 숲이 있었던 장소는 세계에서 가장 오염된 지역 중의 하나로 여겨진다.

#### 야생 생물
갑작스럽게 내려진 소개령에 많은 사람들이 이주한 후, 프리피야티는 완전한 유령도시가 되었다. 식물들은 인간의 손을 거치지 않은 채로 자라난 덕에 더 음습한 느낌이 나게 되었다. 원전 사고가 일어나며 방출된 I-131, Sr-90, Cs-137이 작물과 토양의 표층에서 발견되었는데, 초기 몇 주 동안은 반감기가 짧은 I-131이 주로 우유와 잎 작물등 등에서 발견되었다. Cs-137은 그 이후 수 개월 간 작물과 토양 표층에서 발견되었고, 수치는 사고가 발생한 해인 1986년 가장 높았고 1987년에는 전 해의 약 1/1.5~7로 감소하였다. 반면, Sr-90의 경우 시일이 지나면서 오히려 식물에서의 농도가 증가하는 경우도 있었다.
사고 후 우크라이나 체르노빌 지역에서 발견된 제비 (학명: Hirundo rustica)에서 확연한(15%이상) 알비노 변이가 보였다. 이 변이는 우크라이나, 이탈리아, 스페인, 덴마크에의 통제 집단과 확연한 차이를 보였다.
사고 후 오랜 기간 동안의 관찰 결과, 심각하게 오염된 지역에 있는 야생 동물과 실험 동물에 있어, 종양 발생율의 증가, 면역 결핍, 수명 단축, 조기 노화, 혈구 생성의 변화, 기형, 그리고 다른 건강상의 장애가 관찰되었다.

### 피폭에 의한 건강 문제
이 사고로 인해 생활에 영향을 받은 사람은 무수히 많아서, 30여만 명이 넘는 사람이 사고 이후에 내려진 소개령으로 이주할 수밖에 없었으며, 약 60만 명이 사고 처리에 종사하게 되었다. 지금도 수백만 명의 사람들이 방사능 오염 구역에 살고 있다. 대부분 자급자족하며 먹고사는 사람들이 많은데, 이러한 생활 방식이 더 많은 위험을 야기한 셈이다. 몇몇 학자들은 여전히 방사선 및 방사능 물질들이 인간에게 건강적 피해를 끼치는지 확실하지 않다고 주장하고 있으나 케이트 브라운의 <체르노빌 생존 지침서>를 모두 읽어보면 더 이상 방사선이 인간에게 미치는 영향을 미치는 지 확실하지 않다고 말 할 수 없을 것이라 장담한다. 체르노빌 원전 사고가 발생한지 30년이 지난 지금까지도 많은 사람들은 방사능 후유증에 시달리고 있다는 것을 잊지 말아야 한다.
벨라루스, 우크라이나, 러시아 등 체르노빌 사고로 영향을 받은 지역에서 아이들 사이에서 갑상선 암의 발생 증가는 스캐닝 계획의 결과로서 분명히 증명되고 있다. 그러나 거의 대부분의 역학적 조사는 아직도 분석 단계 중이다.
예산 부족, 불충분한 시계열적 역학 조사, 빈약한 통신설비 등으로 인해 긴급 공중 위생 문제는 제대로 조사되지 않았다. 적절한 과학 인프라가 부족하기 때문에 민간인에 대한 연구는 국제적 공동연구로 진행되고 있다.
벨라루스, 우크라이나는 환경 회복과 방사능 오염이 되지 않은 식료품 개발과 식료품 유통 경로 개발, 공중 위생 대책을 실시하고 있지만 상당한 예산적 부담으로 작용하고 있다. 국제 기구와 국제 사회는 광범위 하게 물류 지원과 인도 지원을 실시하고 있다. 또한, 유럽 위원회와 세계보건기구는 러시아, 우크라이나, 벨라루스에서의 역학 조사를 강화해, 모든 종류의 가능성에 대해 조사를 하고 있다.
당시 거주하고 있던 주민들은 현재에도 적어도 반년에 한 번 정도 정기적 건강 진단을 받고 있어 건강에 대해 불안을 가지고 살고 있다. 일부 남성은 머리카락이 빠지거나, 여성은 수염이 진해지는 증상을 호소하는 사람이 있다.
- P. Zoriy, H. Dederichs, J. Pillath, B. Heuel-Fabianek, P. Hill, R. Lennartz Long-Term Measurements of the Radiation Exposure of the Inhabitants of Radioactively Contaminated Regions of Belarus – The Korma Report II (1998 – 2015). Verlag Forschungszentrum Jülich, ISBN 978-3-95806-181-1, 2016 The Korma Report II

사고 후 지속되어 온 보건 연구에 따르면, 체르노빌 사고에 의해 피폭된 벨라루스, 우크라이나, 러시아에서 보건 건강에 몇 가지 심각한 영향이 있는 것이 보인다.

## 봉인된 4호기와 다른 원자로의 처리

### 4호기 이외의 다른 원자로의 폐로
체르노빌 사고 그 자체는 4호기의 참극(1986년 4월 26일)으로 끝난게 아니었다. 우크라이나 정부는 국내 에너지 부족을 이유로 나머지 세개의 원자로 운전을 계속한다. 1991년에 2호기에서 화재가 발생했는데, 정부 당국은 원자로가 수복 불능까지 손상되어 있다고 발표하며, 이를 전원 계통에서 떼어내버렸다. 1호기는 우크라이나 정부와 IAEA와 같은 국제사회의 거래의 일부로서 1996년 11월에 퇴역시켰다. 2000년 12월에 레오니트 쿠치마 우크라이나 대통령이 공식적으로 3호기의 스위치를 잘랐다. 이렇게 해서 마침내 모든 원자로가 정지했다.
사고 당시 바로 사망한 직원인 순환펌프 기사 발레리 호뎀추크의 시신은 아직 오염 구역에 있는데, 방사능 오염으로 들어갈 수 없기 때문이다. 한편 이 직원과 같이 실험을 했던 실험책임자 아나톨리 댜틀로프는 중대한 업무상 과실치사 혐의로 징역 10년을 선고받았다. 그러나 아나톨리 댜틀로프는 건강악화라는 사유로 인하여 병보석을 신청하여 실제로는 5년동안 징역을 산 이후 석방, 석방되자마자 뮌헨으로 이주하였으며 그 곳에서 1995년에 사망했다.
석관 안에는 방사성 물질 확산 방지를 위해 특수 약재가 살포되고 있지만, 대부분이 외부로 유출하고 있는 것으로 보인다.
체르노빌 원자력 발전소의 피해규모는 사상최악의 수준으로, 국제 원자력 사건 등급(INES) 체계에 의한 등급 7로서 '심각한 사고'로 분류되었으며 2011년 발생한 후쿠시마 제1원전 사고 이전까지는 이 등급을 받은 원자력 사고는 없었다.
우크라이나에서는 2011년부터 체르노빌 원자력 발전소 현장을 관광객에게 공개하며, 2065년까지 4호기를 폐로할 계획을 갖고 있다.

### "석관"의 보수
석관은 이 경우에 효과적인 봉인 수단이 아니며, 단지 응급 처치일 뿐이다. 대부분은 산업용 로봇을 이용해 원격 조작으로 건설되었기 때문에 노후화가 현저하게 진행되었으며, 붕괴하게 될 경우에는 방사성 동위체의 물보라가 비산하게 된다. 보다 효과적인 봉인책에 대해 많은 계획이 발안되며, 논의가 되었지만 현실화 된 계획은 하나도 없다. 국내외로부터 기부된 자금은 비효율적인 건설 계약, 엉성한 관리 또는 심지어 도난을 당하는 등으로 인해 낭비만 되고 있다.
연간 4,000kl 가까운 빗물이 석관 안에 흘러 들어가고 있어, 원자로 내부를 지나 방사능을 주변 토양에 확산시키고 있다. 석관 안의 습기가 석관의 콘크리트나 철근을 계속 부식하고 있다.
게다가, 1986년 4월 26일 사고 당시 원자로 안에 있던 연료의 대략 95% 정도가 아직도 석관 안에 머무르고 있는데 이 연료의 방사능은 대략 1,800만 퀴리까지 추정된다. 적어도 4톤의 방사성 물질이 아직도 석관 내에 머무르고 있다.

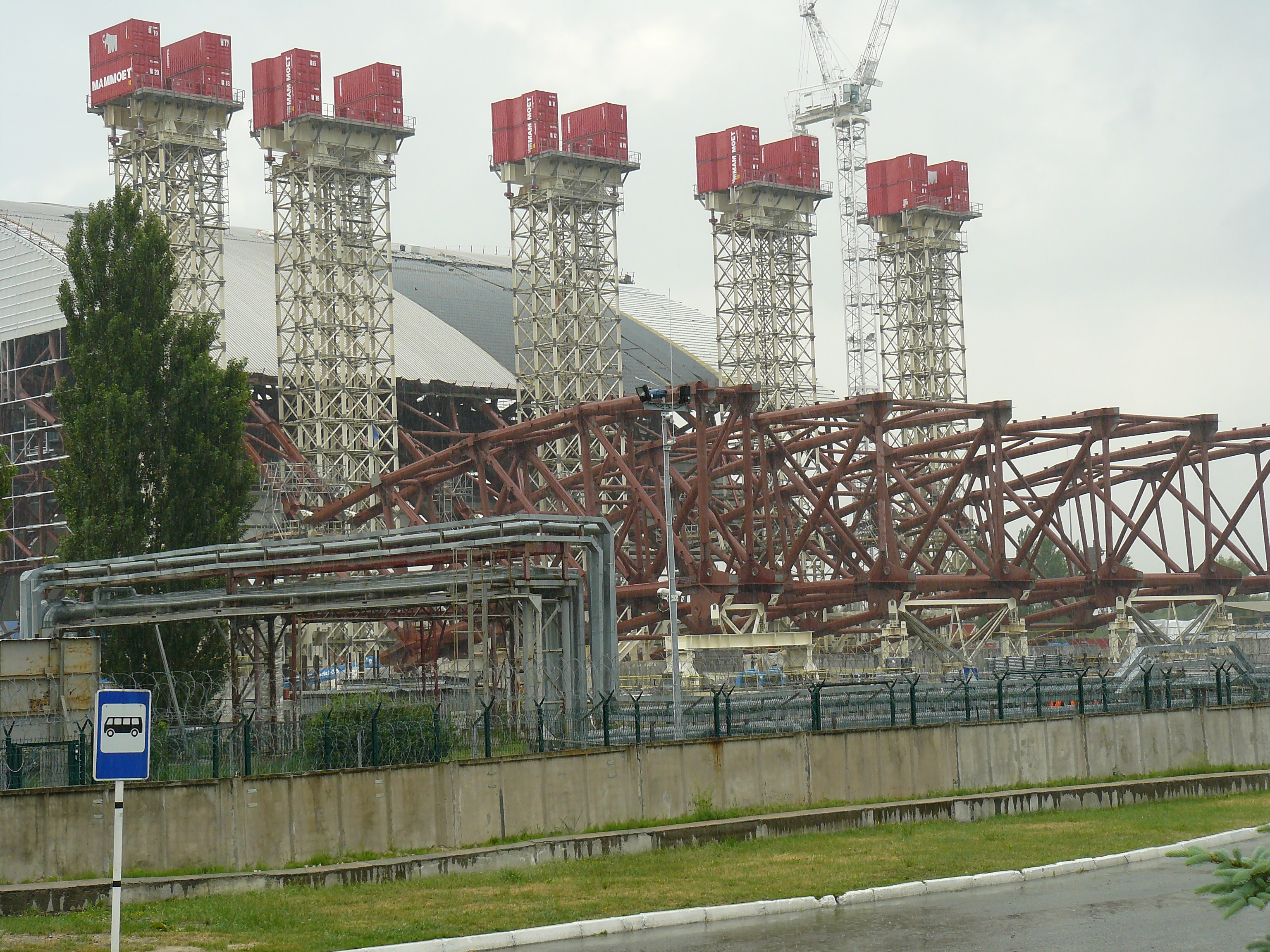
체르노빌 원자력 발전소에 아치모양 석관을 씌우고 있는 모습 2013년 5월

### 체르노빌 기금과 '셸터' 구축 계획
- '셸터' 구축 계획(SIP) : 이것은 현재 4호기를 봉인하고 있는 석관안에 있는 방사능 물질이나 오염된 기와조각, 돌 등을 '새로운 안전 봉인 설비'(NSC)라고 하는 아치 건설물을 이용해 삭제시켜 4호기 안에 있는 방사능을 제로화하기 위한 계획이다.
  - 장점으로는 방사능을 방출하거나 물을 오염시키는 자제 등을 제거할 수 있다.
  - 단점으로는 건설하는 데 막대한 비용이 필요하다(비용에 대해서는 아래를 참조).
- 체르노빌 셸터 기금 : 체르노빌 셸터 기금은 1997년 덴버에서 열린 G7 정상회담에서 셸터 구축 자금을 제공하기 위해 설립되었다. SIP 추정 비용은 약 7억 6800만 달러(한화 약 9400억 원)이다.
- SIP의 관리 : SIP는 여러 기관에서 관리한다. NSC의 개념 설계는 높은 방사선량을 피하기 위해 셸터로부터 멀리 떨어진 장소에서 일단 건설한 후 오염 지역에 다는 것으로 계획되고 있다. NSC는 사상 최대의 가동식 구조물이 될 것이다.

## 대중 인식
체르노빌 원자력 발전소 사고는 국제적 주목을 끌었으며 '체르노빌'이란 단어는 대중들의 인식에 다양한 모습으로 각인되었다.

### 정치적 여파
체르노빌 사고는 분명히 대규모 재해였기 때문에 전 세계 미디어의 주목을 받는다. 원자력 위험에 대한 대중 인식은 크게 증가한다. 원자력 발전 찬성측과 반대측 단체가 대중의 의견을 움직이게 하기 위해 많은 노력을 기울였다. 사상자의 수, 원자로의 안전성에 대한 평가 및 다른 원자로에 대한 위험 평가는 저자가 어느 쪽의 입장과 가까운 것에 따라 크게 달라진다. 예를 들면 국제 연합 인도 문제 사무국에서 방사선 영향에 대한 간행물을 발표했는데, 국제 연합 과학 위원회는 이걸 공식적으로 비판했다. 이와 같이 이 문제에 대한 진실을 밝혀내는 것은 쉽지 않다.
실제 사고의 원인, 경과에 대해서는 소비에트 연방 정부 수뇌부나 현장 조직 등이 은폐하려는 시도가 있었다고 한다. 이것은 보통 스탈린 체제 아래에서의 공포 정치를 기억하고 있던 러시아인들이 자신의 '보신'을 우선으로 생각했기 때문이라고 여겨진다고 하며 이에 대해 알고 있던 소련 대통령 미하일 고르바초프는 글라스노스트를 철저하게 추진하지만, 이 고르바초프의 움직임은 뒤에 소련의 8월 쿠데타가 일어나는 요인이 된다는 말이 있다.
이 사고로 인해 소련은 너무 많은 인력과 비용을 소모했다. 사고 진압을 위해 소련 전국에서 장정들을 징발해 25만명을 사고 진압에 투입했으며 상당한 비용을 소모하게 된다. 이 당시 보리스 옐친 러시아 대통령은 러시아의 심각한 경제난으로 인해 자국의 항공모함인 민스크 호와 노보로시스크 호를 각각 대한민국에 고철 값으로만 계산해서 판매했다.

### 체르노빌 바이러스
CIH 컴퓨터 바이러스는 많은 미디어들이 보통 '체르노빌 바이러스'라고 부르는데 이건 변종 v1.2가 매년 4월 26일, 즉 체르노빌 사고 날에 퍼지는 것과 연관하고 있다.

### 체르노빌의 목걸이
방사선에 노출된 아이의 목에 남아 있는 붉은 자국을 말하는데, 갑상선 암 적출에 따른 수술 자취가 목걸이와 비슷한 것에서 비롯한다. 아울러 몸의 성장에 필요한 갑상선이 절제된 아이들은 갑상선 기능을 대신하는 약을 평생 먹어야 한다.

### 관련 게임
- 2007년 3월에 우크라이나의 게임제작사인 GSC 게임월드에서 체르노빌 원자력 발전소를 배경으로 한 S.T.A.L.K.E.R. : 쉐도우 오브 체르노빌이 제작되었고 대한민국에서도 정식 발매되었다. 2008년에는 후속작인 S.T.A.L.K.E.R. : 클리어 스카이가 발매되었고 현재 쉐도우 오브 체르노빌이 끝난후의 이야기를 다룬 S.T.A.L.K.E.R. : 콜 오브 프리피야티가 발매되었다.
- 스트리트 파이터 (아케이드 게임) 2의 장기에프의 스테이지는 사고가 나기 전의 체르노빌 원자력 발전소의 내부이다.
- 콜 오브 듀티 4: 모던 워페어의 위장완료 미션에서 소위시절의 프라이스 대위와 맥밀란 대위(베이스 플레이트)가 프리피야티(체르노빌)로 위장 침투하는 내용의 미션이 나온다.

## 사진

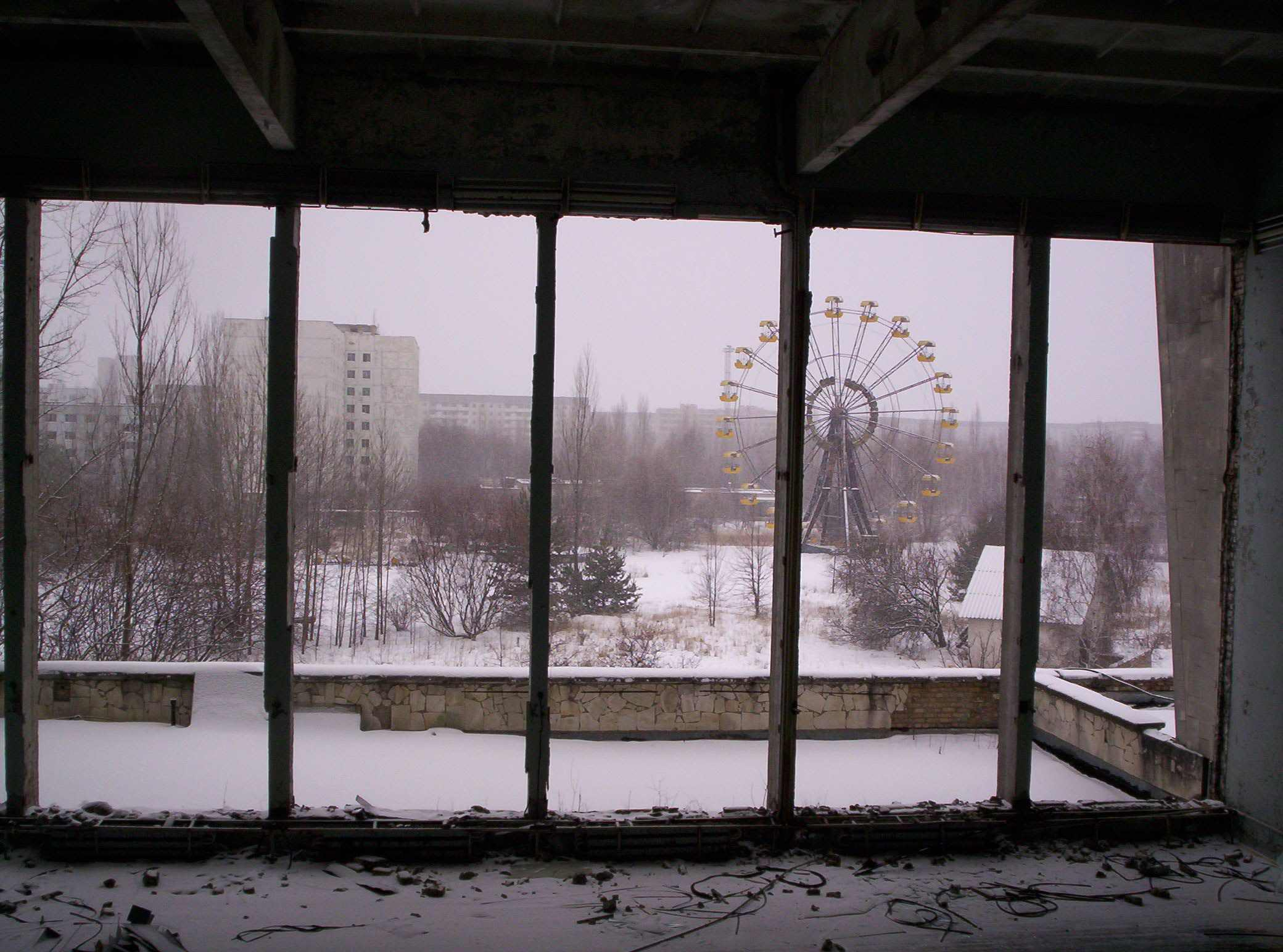
프리피야티 문화 궁전에서 바라본 프리피야티 관람차
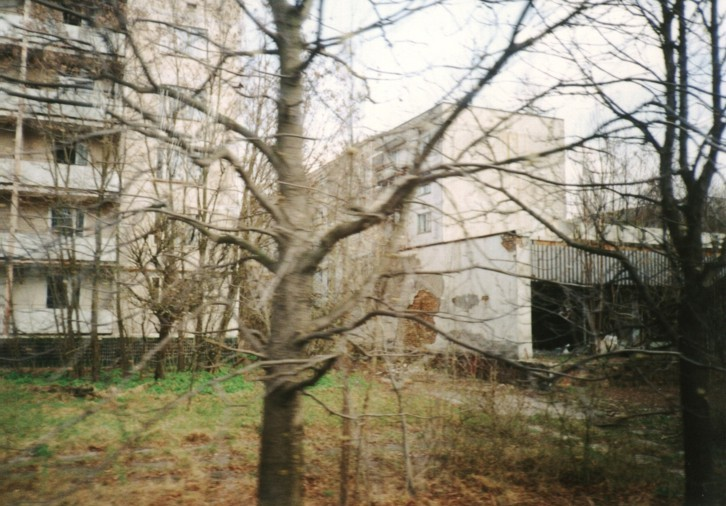
유령 도시가 된 프리피야티
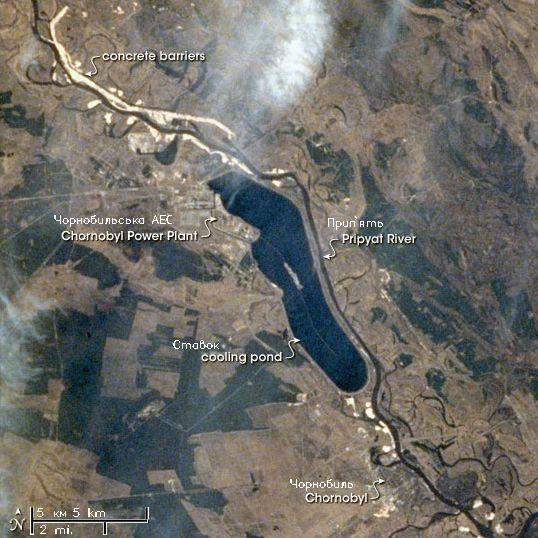
체르노빌 원자력 발전소(중앙 부근) 주변에 대한 인공 위성 사진. 1997년에 촬영되었다.

## 같이 보기
- 초르노빌 전투